# Gobierno Ingman I
El primer gobierno de Lauri Ingman fue el tercer gobierno  de Finlandia independiente y el primero en ser llamado oficialmente como gobierno (valtioneuvosto) en vez de Senado (senaatti). Este gabinete gobernó desde el 27 de noviembre de 1918 hasta el 17 de abril de 1919, como consecuencia de la rendición de Alemania y la posterior republicana de la forma de Estado finlandés.

## Composición
La siguiente tabla muestra la composición del Gobierno:
| Ministerio                                    | Ministro          | Partido | Partido              | Inicio                  | Término             |
| --------------------------------------------- | ----------------- | ------- | -------------------- | ----------------------- | ------------------- |
| Primer ministro                               | Lauri Ingman      |         | Coalición Nacional   | 27 de noviembre de 1918 | 17 de abril de 1919 |
| Ministerio de Asuntos Exteriores              | Carl Enckell      |         | Independiente        | 27 de noviembre de 1918 | 17 de abril de 1919 |
| Viceministro de Asuntos Exteriores            | Leo Ehrnrooth     |         | Popular Sueco        | 27 de noviembre de 1918 | 17 de abril de 1919 |
| Ministro de Justicia                          | Karl Söderholm    |         | Popular Sueco        | 27 de noviembre de 1918 | 17 de abril de 1919 |
| Ministro de Guerra                            | Rudolf Walden     |         | Independiente        | 27 de noviembre de 1918 | 17 de abril de 1919 |
| Ministro del Interior                         | Antti Tulenheimo  |         | Coalición Nacional   | 27 de noviembre de 1918 | 17 de abril de 1919 |
| Ministro de Hacienda                          | Kaarlo Castrén    |         | Progresista Nacional | 27 de noviembre de 1918 | 17 de abril de 1919 |
| Viceministro de Hacienda                      | Juho Vennola      |         | Progresista Nacional | 27 de noviembre de 1918 | 17 de abril de 1919 |
| Ministro de Educación y Asuntos Eclesiásticos | Mikael Soininen   |         | Joven Finlandés      | 27 de noviembre de 1918 | 17 de abril de 1919 |
| Ministro de Agricultura                       | Uuno Brander      |         | Liga Agraria         | 27 de noviembre de 1918 | 17 de abril de 1919 |
| Ministro de Transporte y Obras Públicas       | Bernhard Wuolle   |         | Coalición Nacional   | 27 de noviembre de 1918 | 17 de abril de 1919 |
| Ministro de Comercio e Industria              | Julius Stjernvall |         | Popular Sueco        | 27 de noviembre de 1918 | 17 de abril de 1919 |
| Ministro de Asuntos Sociales                  | Eero Erkko        |         | Progresista Nacional | 27 de noviembre de 1918 | 17 de abril de 1919 |
| Ministro de Alimentación                      | Mikko Collan      |         | Progresista Nacional | 27 de noviembre de 1918 | 17 de abril de 1919 |